# Герасимовка (Нижнетавдинский район)
Герасимовка — деревня в Нижнетавдинском районе Тюменской области России. Входит в состав Новоникольского сельского поселения.

## География
Деревня находится на западе Тюменской области, в пределах юго-западной части Западно-Сибирской низменности, в зоне подтайги, на расстоянии примерно 51 километра (по прямой) к западу от села Нижняя Тавда, административного центра района. Абсолютная высота — 99 метров над уровнем моря.

### Климат
Климат резко континентальный с холодной продолжительной зимой и коротким тёплым летом. Средняя температура воздуха самого холодного месяца (января) — −18,6 °C (абсолютный минимум — −53 °C); самого тёплого месяца (июля) — 17,6 °C (абсолютный максимум — 38 °С). Безморозный период длится в среднем 111 дней. Среднегодовое количество атмосферных осадков составляет 300—400 мм, из которых 70 % выпадает в тёплый период. Продолжительность залегания снежного покрова составляет в среднем 156 дней.

## История
До 1917 года входила в состав Понизовской волости Тюменского уезда Тобольской губернии. По данным на 1926 год посёлок Перво-Троицкий (он же Герасимовский) состоял из 39 хозяйств. В административном отношении входил в состав Никольского сельсовета Нижнетавдинского района Тюменского округа Уральской области.

## Население
| 2010 |
| ---- |
| 6    |

### Половой состав
По данным Всероссийской переписи населения 2010 года в половой структуре населения мужчины составляли 66,7 %, женщины — соответственно 33,3 %.

### Национальный состав
По данным переписи 1926 года в посёлке проживал 231 человек (126 мужчин и 105 женщин), в том числе: русские составляли 100 % населения.
Согласно результатам переписи 2002 года, в национальной структуре населения русские составляли 91 % из 11 чел.